# Zatîșne, Monastîrîska
Zatîșne (în ucraineană Затишне) este un sat în comuna Komarivka din raionul Monastîrîska, regiunea Ternopil, Ucraina.

## Demografie
Componența lingvistică a localității Zatîșne
     Ucraineană (100%)
Conform recensământului din 2001, toată populația localității Zatîșne era vorbitoare de ucraineană (100%).